# Traité de l'argumentation, la nouvelle rhétorique
Le Traité de l'argumentation, la nouvelle rhétorique est un ouvrage publié en 1958 par le professeur de logique, de morale et de métaphysique Chaïm Perelman, enseignant à l'Université libre de Bruxelles et la linguiste Lucie Olbrechts-Tyteca. Ouvrage pionnier des études sur l’argumentation et la rhétorique, il est aujourd’hui considéré comme un classique des sciences humaines.

## Présentation
Le traité se propose de ressusciter la rhétorique comme pratique fondée, par opposition à la logique du discours. Chaïm Perelman dans cet ouvrage lance la nouvelle rhétorique. À la suite d'Aristote ou d'Isocrate, l'ouvrage s'inscrit dans la grande tradition rhétorique de la théorie du discours persuasif. Le but est à l'origine d'essayer de savoir comment fonder les jugements de valeur. L'argumentation et son rôle prépondérant dans la rhétorique sont les éléments fondateurs de cette « nouvelle rhétorique ». Il faut toutefois noter que cette école n'a eu qu'une influence tardive et controversée (dans les années 1990) sur la réflexion menée en France. Le sophisme ou l'argumentation fondée sur la violence sont mis de côté ; pour Jean-Jacques Robrieux, Perelman ignore une grande partie des aspects formels de la rhétorique, et en premier lieu l'élocution.
Cette rhétorique étudie les mécanismes du discours social général et de son efficacité pratique ; elle se penche par exemple sur la propagande politique ou commerciale, et la controverse juridique ou philosophique.
Marc Angenot étudie quant à lui les effets manipulateurs du discours, dans La parole pamphlétaire (1982). Des auteurs américains ont enfin complété la ligne théorique de Perelman, évoqués par Christian Plantin dans Essais sur l'argumentation (1990) ; en Allemagne, Heinrich Lausberg poursuit ses travaux.